# 시작 (소리)
시작(onset)은 음표나 다른 소리의 시작을 말한다. 이것은 일시적(transient (acoustics)) 음표의 개념과 관련이 있지만 다르다. 모든 음표에는 시작이 있지만 반드시 초기 일시적 음표가 포함되지는 않는다.

## 시작 탐지
시작 탐지 onset detection

## 같이 보기
- 온셋
- 접두음